# Thou (Cher)
Thou település Franciaországban, Cher megyében. Lakosainak száma 78 fő (2022. január 1.). Thou Jars, Sury-ès-Bois, Vailly-sur-Sauldre és Villegenon községekkel határos.

## Népesség
A település népessége az elmúlt években az alábbi módon változott:
| Lakosok száma | 157  | 109  | 74   | 78   | 75   | 77   | 76   | 79   | 81   | 78   |
|               | 1968 | 1982 | 1990 | 2006 | 2013 | 2015 | 2017 | 2019 | 2020 | 2022 |